# Nordkoreas damlandslag i ishockey
Nordkoreas damlandslag i ishockey representerar Nordkorea i ishockey för damer.
I mars 1999 spelade Nordkorea sina första damlandskamper i ishockey, i Székesfehérvár i Ungern vid kvalspelet till VM:s Division I . Nordkoreas damer var rankade på 28:e plats i världen efter OS 2006.
Laget rankades på 18:e plats på IIHF:s världsrankinglista 2006.